# Éditions Novalis (France)
Pour l’article homonyme, voir Éditions Novalis (Canada).
Éditions Novalis est une maison d'édition française d'orientation anthroposophique créée en 1993 par Geneviève et Paul-Henri Bideau, dont le siège est situé à Montesson.
Elle édite des ouvrages souvent traduits de l'allemand et des œuvres originales en français, notamment des traductions des textes et des cycles de conférences de Rudolf Steiner, ainsi que des textes relatifs à la quête spirituelle et au « regard sur le monde par la science de l'esprit ».
En quête d'un « Christianisme plus grand que toute religion », Novalis promeut l'idée d'une synthèse de la science, de l'art et de la religion.

## Collections
- Œuvres de Rudolf Steiner
- Collection Judith Von Halle
- Sources européennes
- Horizons d'aujourd'hui